# Zoodyssée
 (septembre 2017).
Zoodyssée est une entreprise publique européenne ouvert en 1973. Il est situé à Villiers-en-Bois, en forêt de Chizé dans les Deux-Sèvres (Nouvelle-Aquitaine). Le parc présente plus de 800 animaux de 77 espèces répartis sur un espace arboré de 34 hectares.
Le parc est membre de l'association européenne des zoos et aquariums (EAZA). Il est géré par le conseil départemental des Deux-Sèvres, au sein de son pôle science et nature.

## Historique
Zoodyssée est le premier parc en France à recevoir la norme ISO 14001,.
En 2014, il a reçu 40 974 visiteurs. En 2019, la fréquentation a atteint le nombre de 61 000 personnes avant de baisser autour de 50 000 en 2020 en raison de la période de fermeture liée à la pandémie de Covid-19.
De nouvelles espèces ont été introduites depuis 2019. Dominique et Kiwi, deux ours bruns issus du parc de Fort-Mardyck à Dunkerque sont arrivés à Zoodyssée et bénéficient d'un enclos de 7000 m². Kiwi est l'ourse qui a tenu le rôle de Youk dans le film L'Ours de Jean-Jacques Annaud en 1988.
En 2020, ce sont quatre rennes qui ont rejoint le zoo.
En 2022, le parc sera divisé en 9 espaces dénommés "odyssées" en fonction des aires géographiques et des milieux de vie des animaux : odyssée Méditerranée, polaire, des montagnes, des forêts, outre-mer, des campagnes, de la ferme, des zones humides, des reptiles et des amphibiens.

## Installations et faune présentée
Le parc présente plus de 800 animaux de 77 espèces répartis sur un espace arboré de 30 hectares. Le parc compte environ 170 naissances par an.

### Mammifères
Bisons d'Europe, Cerfs élaphe, Chevreuils, Daims, Bouquetins, Isards, Chat forestier, chevaux Konik Polski, Genettes, Aurochs-reconstitués, Sangliers, Mules et Baudet du Poitou, Magots, Loups d’Europe, Lynxs, Blaireau, Marmottes, Renards et renard polaire, Loutres d'Europe, Chiens-viverrin, Porcs-épic, Fouines, Ragondins, Sousliks, Visons d’Europe non présentés au public et visons d'Amérique, Rennes et Ours bruns.

### Oiseaux
Chouette effraie, Chouette Harfang, Chouette chevêche, Chouette épervière, Chouette hulotte, Cigogne, Vautour Fauve et vautour Percnoptère, Buse variable, Milan noir et Flamant rose.

### Reptiles
Lézard ocellé, Tortues terrestres, Tortue cistude, Couleuvres à collier, Vipérine, verte et jaune et d'Esculape, vipère aspic, Crapaud commun et bien d'autres.

Quelques-unes des espèces présentes à Zoodyssée
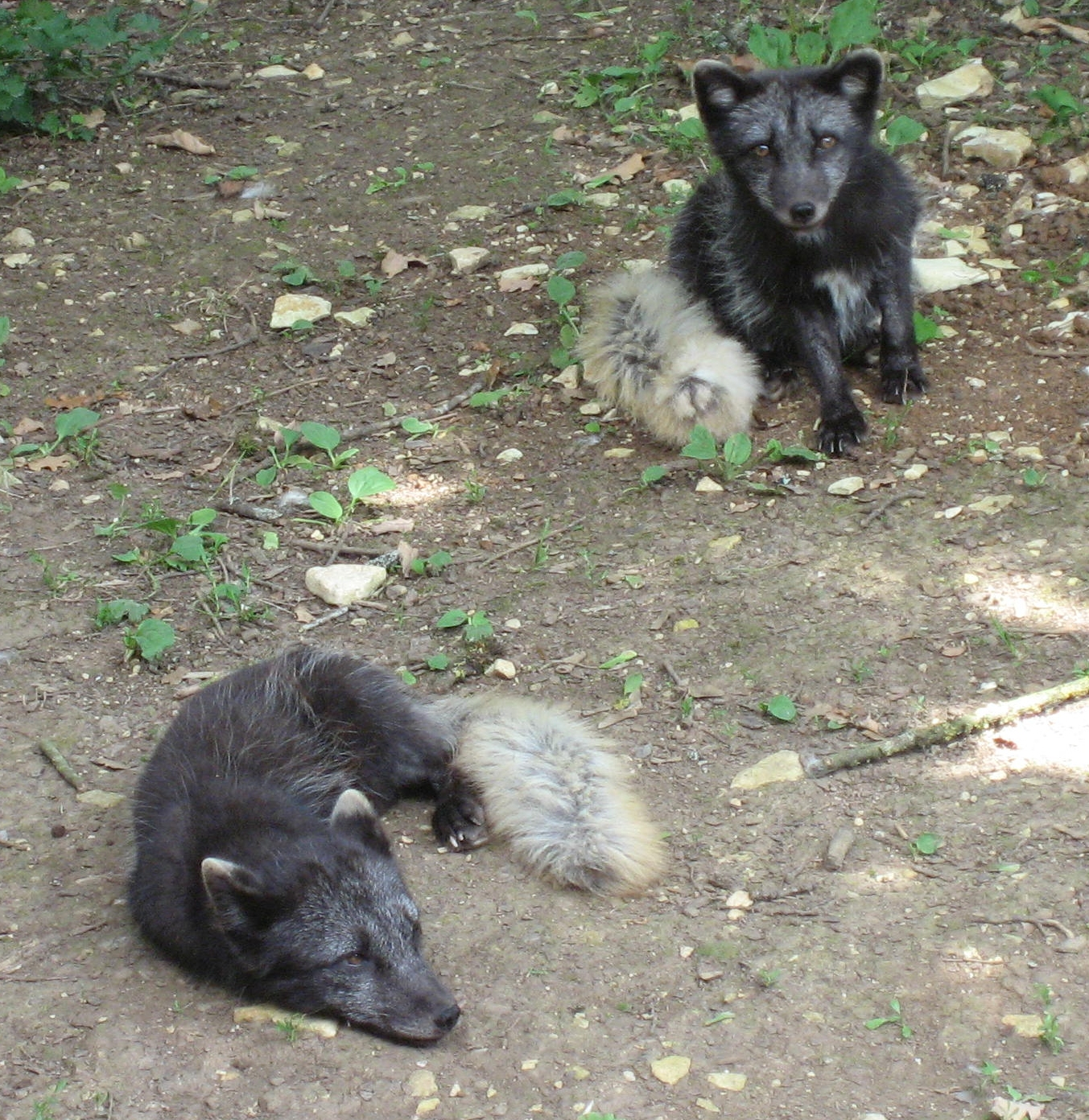
Renards polaires
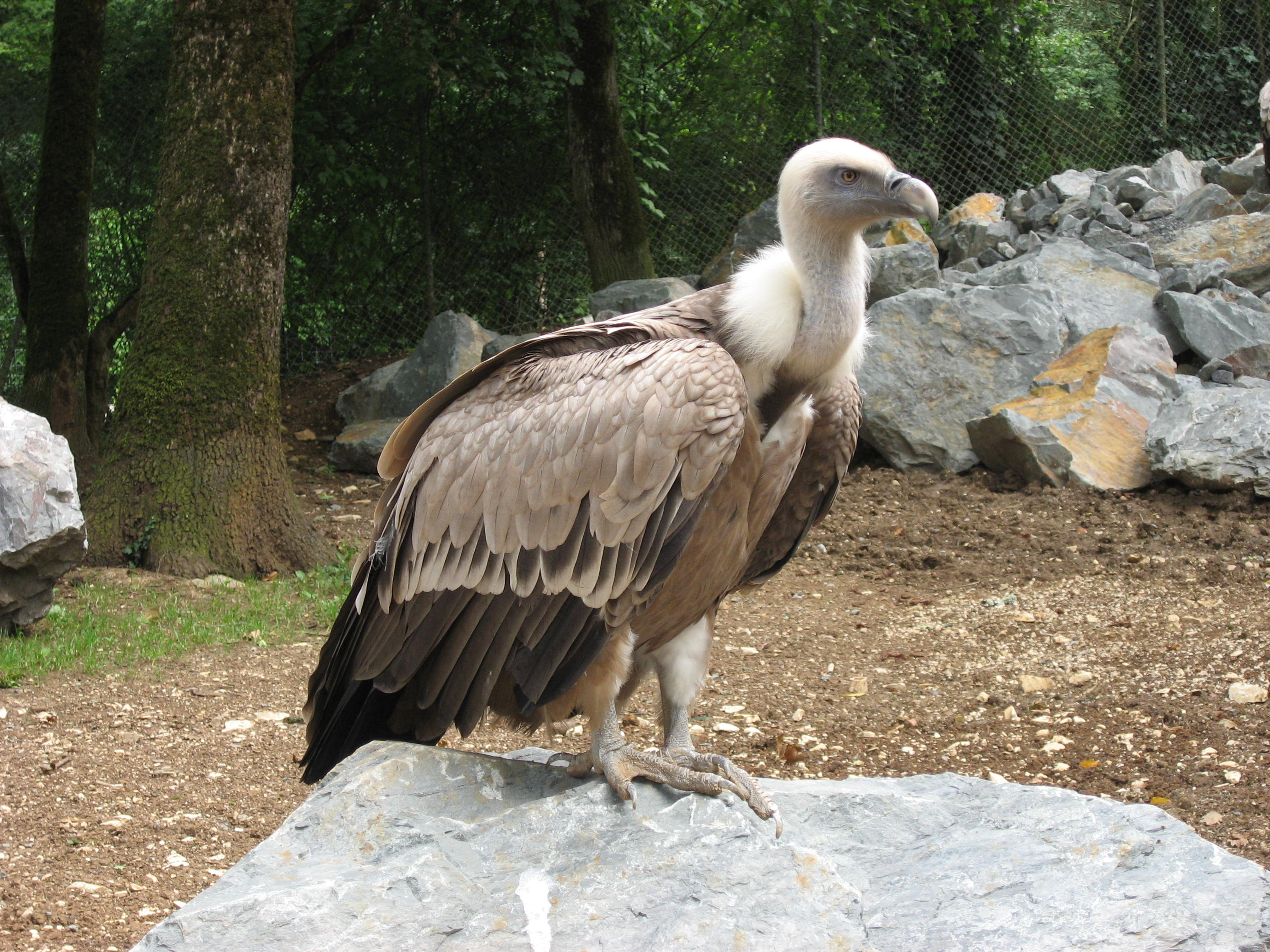
Vautour fauve